# Sklop stambeno-gospodarskih kuća u Bolčićima
Sklop stambeno-gospodarskih kuća u zaseoku Bolčićima, Bolčići 8, mjesto Žeževica, općina Šestanovac, predstavlja zaštićeno kulturno dobro.

## Opis dobra
Vrijeme nastanka je 19. stoljeće. U zaseoku Bolčićima sačuvan je sklop stambeno-gospodarskih kuća, organiziran oko otvorenog dvorišta, s prepoznatljivim karakteristikama gospodarske razlikovnosti prostora. Sklop, tlocrtno postavljen u obliku slova „u“, sastoji se od kuća međusobno naslonjenih jedna na drugu i povezanim vanjskom komunikacijom. Sklop je građen autohtonim materijalima, zidan lokalnim kamenom „modracem“, nepravilno klesanim kamenim blokovima različitih dimenzija, pažljivo spojen uskim sljubnicama i slagan u redove a načinom gradnje je vidljiva spretnost i graditeljska sposobnost seoskih graditelja.

## Zaštita
Pod oznakom Z-5979 zaveden je kao nepokretno kulturno dobro - pojedinačno, pravna statusa zaštićena kulturnog dobra, klasificirano kao "stambene građevine".